# Dushanovë
Dushanovë (serb. Душаново, Dušanovo) – wieś w Kosowie, w regionie Prizren, w gminie Prizren.
Według danych szacunkowych na rok 2011 liczyła 9 398 mieszkańców.